# Димитриос Делијанис
Димитриос Делијанис (грч. Δημήτριος Δεληγιάννης; Stemnitsa Gortynia 1873 — ?) је био грчки атлетичар који је учествовао на Олимпијским играма 1896.
Делијанис је био један од 17 атлетичара који су 10. априла 1896. стартовали на маратонској трци. Био је један од десет маратонаца који су завршили трку. Кроз циљ је прошао као шести са непознатим резултатом.